# Tsuji Kakō

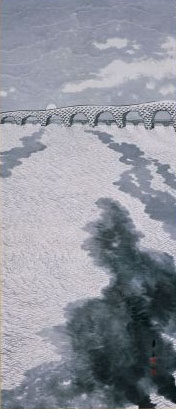
Helle Mondnacht (1912)

Tsuji Kakō (japanisch 都路 華香, eigentlicher Name Tsuji Unosuke (辻 宇之介); geb. 12. Februar 1871 in Kyōto; gest. 4. August 1931) war ein japanischer Maler der Nihonga-Richtung während der Meiji-, Taishō- und frühen Shōwa-Zeit.

## Leben und Werk
Tsuji Kakō studierte ab 1880 Malerei unter Kōno Bairei im Stil der Maruyama-Shijō-Schule. Zusammen mit Takeuchi Seihō, Kikuchi Hōbun und Taniguchi Kōkyō war er einer der „Vier großen Schüler“. Er stellte gelegentlich aus auf den Ausstellungen der „Kyōto Seinen Kaiga Kyōshin-kai“ (京都青年絵画共進会), „Naikoku Kangyō Hakuran-kai“ (内国勧業博覧会), „Shin Kobjijutsuhin-ten“ (新古美術品展), „Nihon Bijutsu Kyōkai-ten“ (日本美術協会展) und bei anderen Gelegenheiten und erhielt gelegentlich Preise.
Tsuji gewann dann auch mehrfach Preise auf der staatlichen Bunten -Ausstellungsreihe.
Tsuji wirkte als Juror bei der staatlichen Teiten-Ausstellung und bei einer Reihe von Ausstellungen in Kyōto. Ab 1924 unterrichtete er an der „Städtischen Schule für Kunst und Kunstgewerbe“ (京都市立武術工芸学校, Kyōto shiritsu bijutsu kōgei gakkō) in Kyōto. 1925 wurde er Mitglied der Akademie der Künste und 1926 wurde er Direktor an der Städtischen Schule für Kunst und Kunstgewerbe.
Schon ab 1899 hatte Tsuji den Zen-Priester Shimaji Mokurai (1838–1911) am Kennin-ji aufgesucht, um sich in Zen unterrichten zu lassen. – Tsuji trat hervor mit Blumen-und-Vögel Bildern (花鳥画; Kachō-ga), aber auch mit Landschaftsbildern und figürlichen Darstellungen. Er war einer der Begründer der Kyōto-Richtung der Nihonga-Malerei.

## Bilder

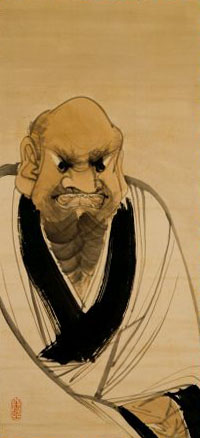
Triptychon links, 1902
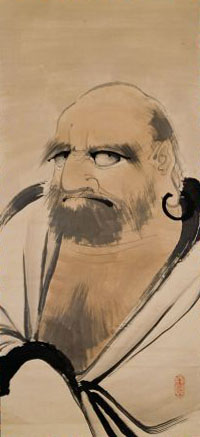
Triptychon Mitte, 1902
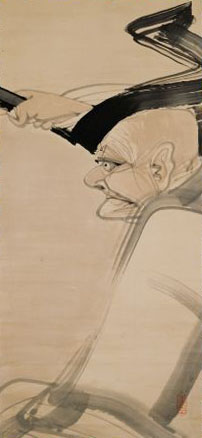
Triptychon rechts, 1902
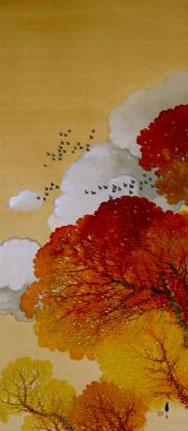
Bäume im Herbst, 1914
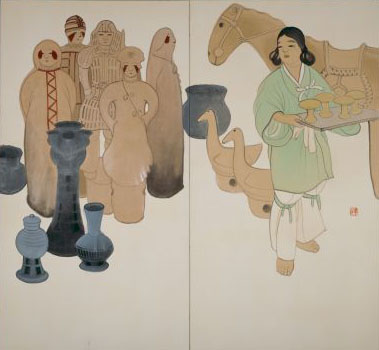
„Haniwa“ links, 1916
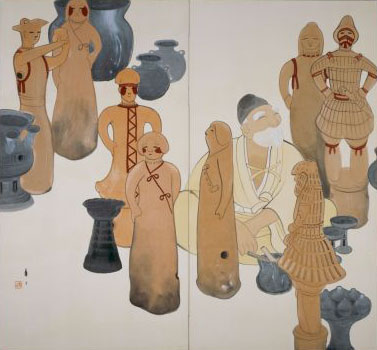
„Haniwa“ rechts, 1916
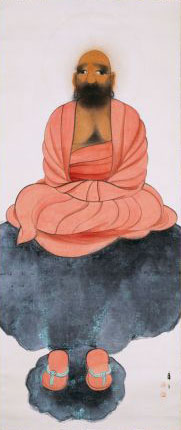
Daruma, 1917
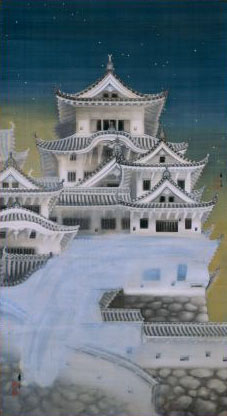
Burg Himeji, 1919